# Lei da Ucrânia "Para garantir o funcionamento da língua ucraniana como língua estatal"

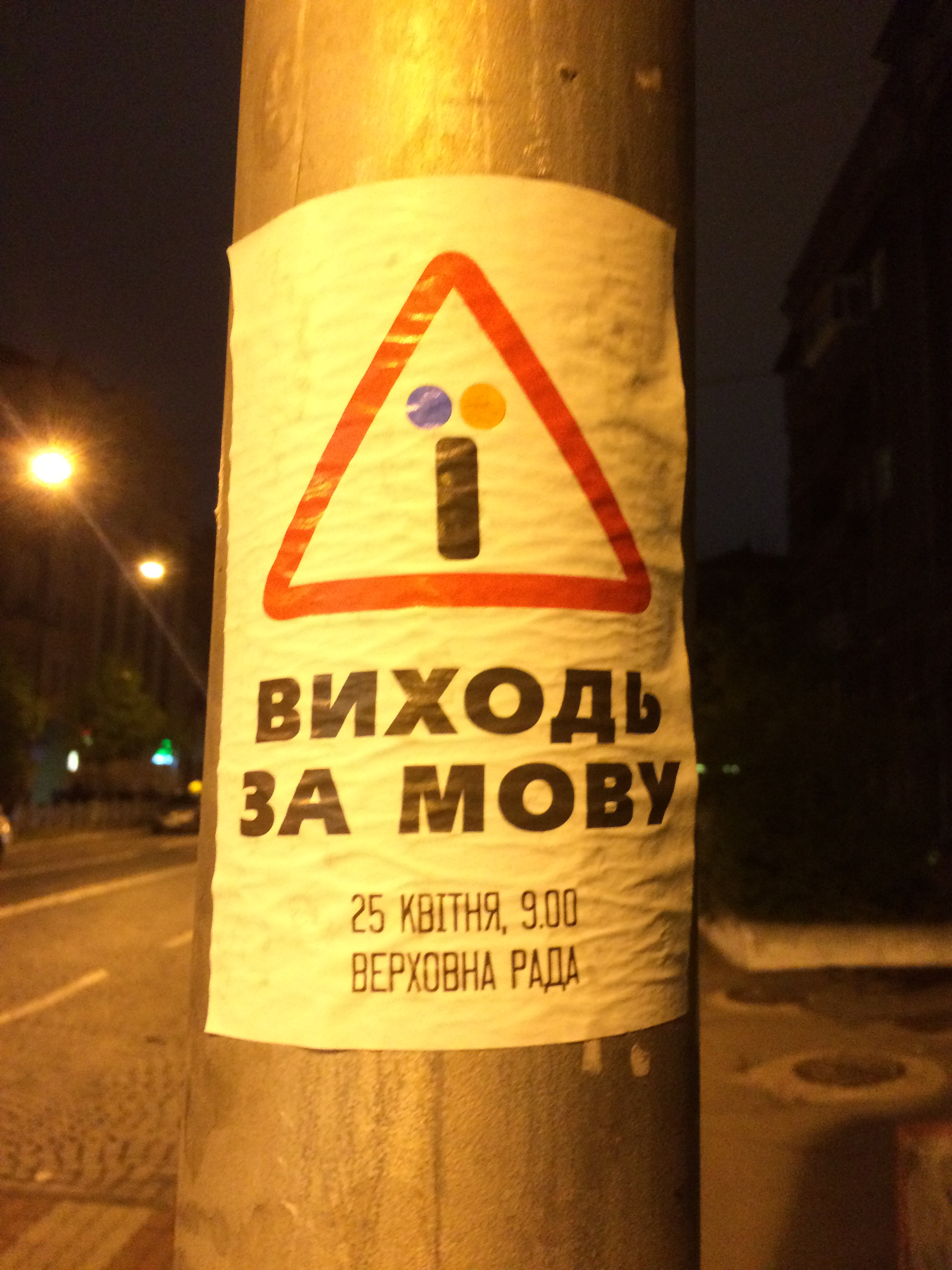
Cartaz para a adoção da lei, com o texto "Виходь за мову - 25 квітня 2019, ВРУ" (Indo além do idioma - 25 de abril de 2019, Verkhovna Rada da Ucrânia)

A lei da Ucrânia "Para garantir o funcionamento da língua ucraniana como língua estatal" (em ucraniano : Закон України «Про забезпечення функціонування української мови як державної») é uma lei aprovada pela Verkhovna Rada de Ucrânia em 25 de abril de 2019 e que entrou em vigor em 16 de julho do mesmo ano.

## Aprovação
A lei foi aprovada por 278 votos dos Deputados do Povo. 38 votaram contra, 7 abstiveram-se, 25 não votaram. Foi assinado pelo presidente do Parlamento (orador) Andriy Parubiy e pelo presidente ucraniano Petro Poroshenko.

## Fundo
Antes dessa lei, a língua ucraniana era regulamentada pelos "Princípios da Política de Línguas do Estado" (a chamada "Lei Kivalov-Kolesnichenko"). Após o Euromaidan (em ucraniano Революції Гідності), foi feita uma tentativa de revogá-la, mas o então Presidente do Parlamento não assinou a decisão do Conselho, citando a necessidade de elaborar um nova lei primeiro. A lei Kivalov-Kolesnichenko foi declarada inconstitucional e, para substituí-la, o projeto de lei 5670-d foi elaborado e aprovado em primeira leitura no outono de 2018. Ativistas públicos e especialistas participaram da elaboração da lei. A nova lei concede o status da língua ucraniana como a única língua estatal na Ucrânia.

## Crítica
Segundo alguns, o fim da lei Kivalov-Kolesnichenko causou uma repressão às regiões de língua russa (Odessa, Dnipropetrovsk, Kharkov, Luhansk e Donetsk ) que levou a ataques à população rusófona. 

## Novas instituições
A lei prevê a criação das seguintes instituições:
- Comissário de Proteção de Idiomas do Estado - Para verificar o cumprimento da lei. Este funcionário pode apresentar uma queixa sobre a violação da lei. O Gabinete do Comissário examinará e responderá à reclamação no prazo de 10 dias após a sua apresentação. Em 27 de novembro de 2019, Tatiana Monakhova tornou-se a Comissária de Proteção de Idiomas do Estado[6].
- Comissão Nacional de Padrões da Língua Estatal - O órgão executivo central fará e aprovará os padrões da língua ucraniana como língua estatal.

## Veja tambem

### Outros artigos
- Lingua ucraniana
- Língua russa
- Povo ucraniano
- Povo bielorrusso
- Povo russo
- Povo rus
- Desrussificação
- Russofobia

- Lei da Ucrânia “Sobre a proteção da ordem constitucional na esfera de atividade das organizações religiosas” [uk]